# 大平シロー
大平 シロー（たいへい シロー、1956年〈昭和31年〉10月30日 - 2012年〈平成24年〉2月9日）は、日本のお笑い芸人、放送作家。本名、伊東 博。大阪府泉大津市出身。泉大津市立誠風中学校、大阪府立泉大津高等学校卒業。死去時の所属事務所は吉本興業東京本部。血液型はB型。2人姉弟の長男。旧芸名：太平 シロー（読み同じ）。また、1992年より一時期太平 詞郎と表記していた。

## 来歴

### 漫才師デビューまで
子役時代はアカデミー児童劇団に所属していた経験があり、在阪局製作のドラマや東映、松竹、大映京都、宝塚映画製作の映画にも多数出演していた。オール阪神とは中学の同級生。その後ファッションモデルへの転身を経て松竹芸能の養成所に入り、太平一門である漫才トリオ・レツゴー三匹に師事し、1976年に養成所時代に知り合った大平サブローとともに「太平サブロー・シロー」のコンビ名で松竹芸能所属の漫才コンビとしてデビュー。
シローは駆け出しからずっと相方が決まらず、複数の相方を変遷した経緯がある。ただしこのサブローとのコンビは比較的安定していた。

### 吉本への移籍
その後、毎日放送のテレビ番組『ヤングおー!おー!』出たさに吉本興業への移籍をひそかに望むが、当時は吉本と松竹との協定で相互の芸人の引き抜きは禁じられていた。そのために悩んでいた所、師匠のレツゴー三匹から弟子の立場を破門される。実は2人の心移りを知っていたレツゴー三匹が吉本へ行くことが可能になるように芝居を打ってのことであった（従って師匠・弟子としての関係は続いていた）。

### 吉本からの独立
1980年代俄かに湧いた漫才ブームという時代の波に乗り、人気漫才コンビとしての地位を確立した。1988年には、吉本から独立して東京の芸能プロダクションに所属しテレビ番組に出演。
1992年に漫才コンビは解散。芸能社太平会館を立ち上げ、「太平 詞郎」に改名。同年第16回参議院議員通常選挙に国民党の姉妹団体・文化フォーラム公認で比例区から立候補するも落選。

### 吉本復帰後
1999年に吉本へ復帰(サブローもその前に復帰している)。当初は放送作家としての活動が中心だったが、大平マサヒコ（現：大平まさひこ）と漫才コンビを結成し舞台に出演。しかし、ほどなく解消。以降はピンで活動する。
喧嘩別れする形でのコンビ解消、サブロー単独での吉本復帰（後にシローも吉本復帰）などの要因で、かつての相方サブローとは、絶縁状態とされていたが晩年は関係修復されており、サブローがトーク番組でも「あの時シローちゃんが…」と、シローの話をすることがあった。
吉本内部でザ・ぼんち、B&Bのようにコンビ復活させる案も出たが、実現には至らなかった。
タレント業のほか、太平かつみ（現：かつみ♥さゆり）、小米良啓太（吉本新喜劇）、チュチュ、ボス水野ら弟子も抱え、更に居酒屋やバー等飲食店の経営も行うマルチな活躍をした。放送作家として本名の「伊東博」名義で『紳助の人間マンダラ』の構成や『走れ!ガリバーくん』でブレーンとして参加していた。
東京本社所属でありながら、東京での仕事は非常に少なかったが、2006年に映画『旅の贈りもの 0:00発』に出演し、久々にスクリーンに姿を見せた。

### 死去
2012年2月4日、早朝、大阪市内の同棲していた女性宅で倒れ、市内の病院に緊急搬送。難治性心室細動と診断され、治療を受けたが、2月9日に家族や弟子に見守られ死去。55歳没。
シローの死から一夜明けた2月10日、相方のサブローが報道陣との質問で、4年前（2008年）に「サブロー・シロー」を再結成する計画を話し合っていたことを明かした。
葬儀・告別式は2月13日に親族のみの家庭葬としての形で大阪府堺市内で営まれた。前日の通夜にはサブローも参列し、告別式には吉本興業会長の吉野伊佐男や、中学の同級生だったオール阪神が参列、他にぼんちおさむ（ザ・ぼんち）、月亭八方ら芸人仲間も弔問に訪れた。また、山下達郎からの供花も供えられていた。師匠であるレツゴーじゅんが、シローの遺影の前で「あんな漫才は出来ない。君は天才や。君と知り合えてありがとう」と泣きながら弔辞を読み上げた。出棺の際、シローが眠る棺を抱えたオール阪神とおさむが「シロー、ありがとう!」と絶叫しながら漫才ブームを支えた同僚に最後の別れを告げた。戒名は「芸華博道信士（げいかはくどうしんじ）」。シローの両親が“人に優しく、芸人を全うした人生を送った”との思いを託したという。

## ものまねのレパートリー
- 横山やすし・西川きよし:西川きよし
- 西川のりお・上方よしお:西川のりお
- B&B:島田洋七
- オール阪神・巨人:オール阪神
- 今いくよ・くるよ:今くるよ
- レツゴー三匹:レツゴーじゅん：師匠
- 人生幸朗・生恵幸子:生恵幸子
- 夢路いとし・喜味こいし:喜味こいし
- 島田紳助・松本竜介:島田紳助
- 板東英二
- 掛布雅之
- 達川光男
- 萩原健一
- 竹村健一
- デーモン小暮閣下
- 山下清（芦屋雁之助）
- 鳳啓助・京唄子:鳳啓助
- 中田カウス・ボタン:2人共
- 『ハクション大魔王』の魔王
- 『タイムボカン』シリーズの滝口順平（ドクロベエ他）
- 『タイムボカン』シリーズの八奈見乗児（ボヤッキー他）
- 福井敏雄
- 香川登志緒（笑芸作家）
- 新野新（作家）
- 有川寛（元読売テレビプロデューサー、ワッハ上方前館長）
- 川崎宗男（元吉本興業、笑福亭仁鶴などの担当マネジャー）

『オレたちひょうきん族』の『ひょうきんベストテン』のコーナーでは、マドンナ、テレサ・テンなどの当たり役も多かった。
シローが行っていたものまねの一部は、松村邦洋や岡田圭右（ますだおかだ）も行っている。

## レギュラー番組

### ラジオ
- 今夜もHOT'N HOT（ABCラジオ、1985年4月13日 - 1989年3月25日）
- 大平シロー、中邨雄二の笑たま（ABCラジオ、2007年3月終了）

### インターネット
- 社長!（eo光TV、K-CAT）

## 出演していた番組
サブロー・シローとしての出演は太平サブロー・シロー#過去の出演を参照。

### 映画
- ゴルフ夜明け前（1987年、東宝：天王寺屋善平）
- 旅の贈りもの 0:00発（2006年、パンドラ：若林陽一）

### テレビドラマ
- いたずらエンジェル おじゃ魔天使（フジテレビ「月曜ドラマランド」1985年）
- だんなさまは18歳（TBS「ドラマチック22」1990年8月4日放送、シロー名義）
- 裸の大将 第53話「清のニセ者さつまあげ」（1992年、関西テレビ / 東阪企画） - ニセ清 ※太平シロー名義
- はぐれ刑事純情派 第16シリーズ「安浦刑事が殴った女」（2003年、テレビ朝日・東映） - 野川誠
- 名探偵キャサリン 第13作  （TBS「月曜ミステリー劇場」2003年11月10日放送） - 飲み屋の客

### 情報番組
- お天気チャンネル（1989年、フジテレビ）

### バラエティ番組
- 買物ゲーム用意ド〜ン!（フジテレビ）
- 日本全国ひる休み（フジテレビ）
- OTV開局30周年記念「気分はバックドロップ!ミッドナイトお茶目組」（1989年11月4日  - 11月5日、沖縄テレビ）※阿佐慶涼子アナウンサー（当時）と司会

## CM
- 1986/11 - 1988/10 お好み焼きソース イカリソース
- 1988/4 ダスキン
- 1987/8 - 1987/11 龍角散
- 1988/4 中古車セール 日産自動車
- 1994/9 再オープン告知 和歌山マリナシティ
- 1987/3 - 1988/3 ゲームソフト ナムコ
- 吉本から独立後か？ - ビッグベニヤ 北海道パチンコチェーン

## 弟子
- 太平かつみ
- 小米良啓太
- 大平我路

## 参考資料
- TVガイド臨時増刊1992年10月15日号 '92TVスター名鑑（編集：TVガイド編集部・発行：東京ニュース通信社）